# Riboza-fosfat difosfokinaza
Riboza-fosfat difosfokinaza (EC 2.7.6.1, riboza-fosfatna pirofosfokinaza, PRPP sintetaza, fosforibozilpirofosfatna sintetaza, PPRibP sintetaza, PP-riboza P sintetaza, 5-fosforibozil-1-pirofosfatna sintetaza, 5-fosforibozna pirofosforilaza, 5-fosforibozil-alfa-1-pirofosfatna sintetaza, fosforibozil-difosfatna sintetaza, fosforibozilpirofosfatna sintaza, pirofosforibozilfosfatna sintetaza, ribofosfatna pirofosfokinaza, riboza-5-fosfatna pirofosfokinaza) je enzim sa sistematskim imenom ATP:D-riboza-5-fosfat difosfotransferaza. Ovaj enzim katalizuje sledeću hemijsku reakciju
ATP + -riboza 5-fosfat {\displaystyle \rightleftharpoons } AMP + 5-fosfo-alfa-D-riboza 1-difosfat
dATP takođe može da deluje kao donor.

## Literatura
- Nicholas C. Price; Lewis Stevens (1999). Fundamentals of Enzymology: The Cell and Molecular Biology of Catalytic Proteins (Third изд.). USA: Oxford University Press. ISBN 019850229X.
- Eric J. Toone (2006). Advances in Enzymology and Related Areas of Molecular Biology, Protein Evolution (Volume 75 изд.). Wiley-Interscience. ISBN 0471205036.
- Branden C; Tooze J. Introduction to Protein Structure. New York, NY: Garland Publishing. ISBN 0-8153-2305-0.
- Irwin H. Segel. Enzyme Kinetics: Behavior and Analysis of Rapid Equilibrium and Steady-State Enzyme Systems (Book 44 изд.). Wiley Classics Library. ISBN 0471303097.
- William P. Jencks (1987). Catalysis in Chemistry and Enzymology. Dover Publications. ISBN 0486654605.

## Spoljašnje veze
- Ribose-phosphate+diphosphokinase на 